# Senica vuga
Senica vuga (lat. Remiz pendulinus) je ptica selica iz reda pevačica (Passeriformes). Naziv potiče od poljske reči za senicu vugu remiz i latinske reči – pendulus koja označava nešto što visi, opisujući gnezdo ove vrste. Naseljava tršćake različitih vodenih staništa.

## Opis
Mala ptica, čija je dužina tela 10-12cm. Odrasla ptica po bojama liči na mužjaka rusog svračka (лат. Lanius collurio). Ima oštro ušiljen kljun, crnu „masku” preko oka, svetlo sivu glavu i crvenosmeđe perje na leđima. Mužjak ima širu masku na očima i tamnija crvenosmeđa leđa od ženke, što se primećuje kada se par posmatra zajedno. Pege na grudima su više izražene kod mužjaka, nego kod ženke. Mlade jedinke su znatno svetlije, maska na očima je sivosmeđa, slabije primetna i nije crna. Let je lagan i pomalo elastičan. Spretno se penje po veoma tankim granama i slobodno visi naglavačke.

## Biologija
Senica vuga je smeštena u zasebnu porodicu (Remizidae), a jedan od razloga je njena specifična biologija gnežđenja koja je drugačija u odnosu na druge vrste senica kod nas. Gnezdi se u listopadnom drveću uz rubove reka i jezera, kao i u mladicama obraslih močvara. Gnezda pravi na tankim, visećim granama vrbe, breze, jove i drugih drvenastih vrsta. Nekoliko gnezda može biti jedno uz drugo, ali nije prava kolonijalna gnezdarica. Vrsta je poligamna. U toku jedne gnezdeće sezone isti mužjak može izgraditi više gnezda i imati do 7 ženki. Gnezdo je kesastog oblika, dobro je pričvršćeno za kraj tanke viseće grane, zatvoreno je i ima mali ulaz pri vrhu. Spolja je svetlo i pahuljasto zbog upletenih dlačica vrbe, rogoza i ostalog bilja. Polaže 6-8 jaja, a period inkubacije traje 13-14 dana. Na jajima leži samo jedan roditelj, nikada oba. Hrani se sitnim beskičmenjacima, posebno larvama insekata i paucima, kao i semenjem barske vegetacije, prvenstveno trske.

## Rasprostranjenost i stanište
Naseljava centralnu, istočnu i južnu Evropu, kao i delove centralne Azije, Bliskog Istoka i Male Azije. Uglavnom je selica, a ptice zimuju na Mediteranu i na Bliskom istoku. Naseljava obode plavnih šuma ili tršćake sa drvećem i grmljem u priobalju ravničarskih reka, bara, močvara, mrtvaja, jezera ili kanala. Procenjuje se da evropska populacija broji 219,000-443,000 parova, što čini oko 65% globalne populacije. Prema IUCN-u, trenutna populacija je u porastu i vrsta se nalazi u kategoriji „najmanja briga” (LC).

## Senica vuga u Srbiji
U prošlosti je smatrana čestom i relativno brojnom vrstom vodoplavnih i ritskih šuma širom Srbije. Od početka 20. veka je poznata kao zimovalica u Vojvodini, a početkom 21. veka se gnezdi u svim regionima Srbije. Ornitolozi procenjuju da je trenutna populacija senice vuge u Srbiji stabilna i da ima 4.950 – 7.100 gnezdećih parova. Oko 70% nacionalne populacije se nalazi u Vojvodini. Gnezdi se duž različitih vodenih staništa obraslih visokim žbunjem, tršćacima i pojedinačnim stablima vrba i topola u priobalnoj zoni, na kojima gradi svoja viseća gnezda. Uglavnom je selica, dok se zimi u malom broju zadržava oko vodenih staništa , posebno u tršćacima. Veći broj parova se gnezdi na ribnjaku kod Bača, uz Jegričku i oko Rusande. U Specijalnom rezervatu prirode „Zasavica” je registrovana 161 teritorija ove vrste (pevajući mužjak, parovi i aktivna gnezda). Južno od Save i Dunava je prisutna uglavnom u dolini Velike Morave i dolinama njenih pritoka.

## Spoljašnje veze
Eurasian penduline tits building a spectacular nest